# William Utermohlen
William Charles Utermohlen, né le 5 décembre 1933 à Philadelphie (Pennsylvanie) et mort le 21 mars 2007 à Londres, est un peintre américain spécialisé dans l'art figuratif. Si la majeure partie de sa vie il connait un succès confidentiel, sa dernière série d'autoportraits, commencée après son diagnostic de la maladie d'Alzheimer en 1995, connait une reconnaissance singulière au tournant du XXIe siècle.
Ces dernières œuvres sont régulièrement citées comme étant un apport majeur dans l'étude et la compréhension des effets progressifs des maladies neurodégénératives — en particulier la maladie d'Alzheimer — et sont régulièrement utilisées pour la représenter,.

## Biographie

### Premières années et formation
William Charles Utermohlen naît le 5 décembre 1933 à Philadelphie dans l'État de Pennsylvanie, de parents d'origine allemande. Ses années de lycée lui permettent d'obtenir une bourse pour la Pennsylvania Academy of the Fine Arts où il étudie de 1951 à 1957 — il y reçoit une importante formation dans les arts classiques mais aussi industriels.

### Dernières années

#### Maladie d'Alzheimer et série d'autoportraits
Des analyses à postériori des oeuvres de Utermohlen réalisées dans le début des années 1990 révèlent les premiers signes de la maladie — notamment sa dernière série de peintures avant la maladie, les Conversations. La présence de vide entre les pièces, l'éloignement des représentations de l'artiste, les perspectives et configurations spatiales irrégulières de ses peintures durant cette période paraissent indiquer les prémices de la maladie.
Utermohlen est diagnostiqué de la maladie d'Alzheimer en 1995. Cette nouvelle situation constitue le dernier sujet de sa carrière, il produit alors une série d'autoportraits afin de maintenir un semblant de compréhension de sa maladie tout en permettant d'avoir une documentation de son déclin mental sur une période allant de 1995 à 2002.

## Postérité

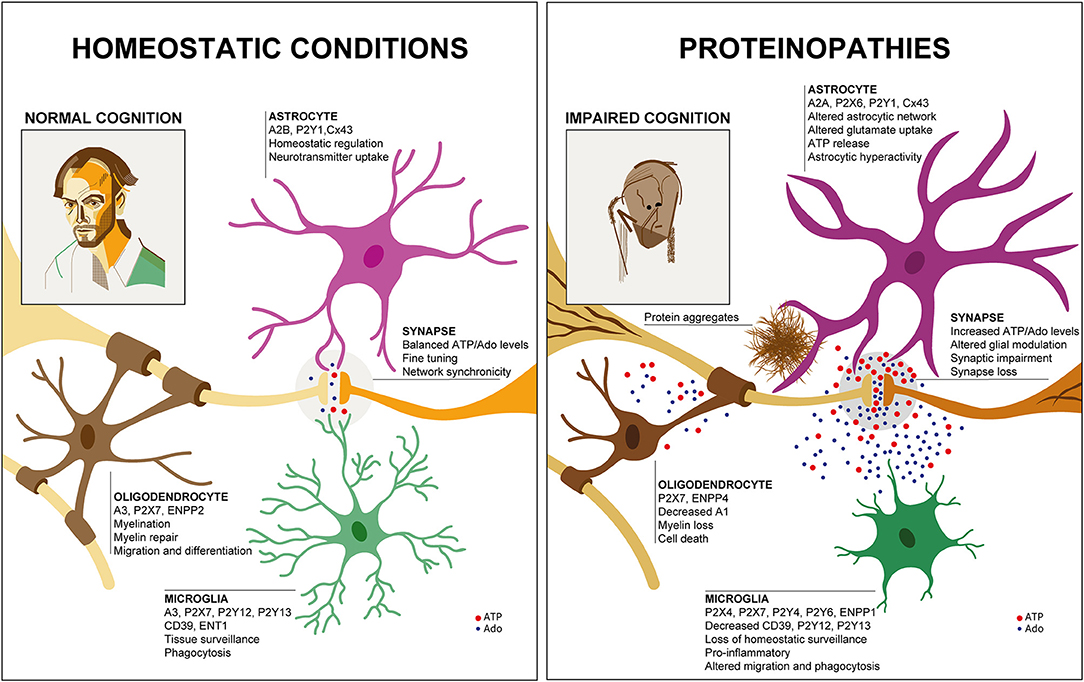
Ce diagramme de la dégradation des synapses dans la maladie d'Alzheimer réutilise deux reproductions d'autoportraits d'Utermohlen : le premier (à gauche) datant de 1967, et le second (à droite) intitulé Head I datant de 2000.

#### Article
- Marion Péruchon, « Créations picturales ou graphiques dans la maladie d'alzheimer et dans la schizophrenie », Gérontologie et société, Fondation Nationale de Gérontologie, vol. 34, no 137,‎ juin 2011, p. 131-150 (ISSN 0151-0193, DOI 10.3917/gs.137.0131, lire en ligne)

#### Presse
- (en-GB) « William Utermohlen », The Times,‎ 1er mai 2007 (lire en ligne [archive du 24 avril 2022], consulté le 28 juin 2024)
- (en-GB) Tim Adams, « Against a dying light : Tim Adams on the haunting work of an artist afflicted by Alzheimer's », New Statesman, vol. 141, no 5104,‎ 7 mai 2012